# ニューハウススクール
ニューハウススクール（S.I. Newhouse School of Public Communications）は、米国ニューヨーク州北西部にあるシラキュース大学を代表するスクールのひとつであり、マスコミ業界への志望者へ、ジャーナリズム、広告、PR、放送、映画等、マスメディア関連のプログラムを提供している。通称ニューハウス（Newhouse）。

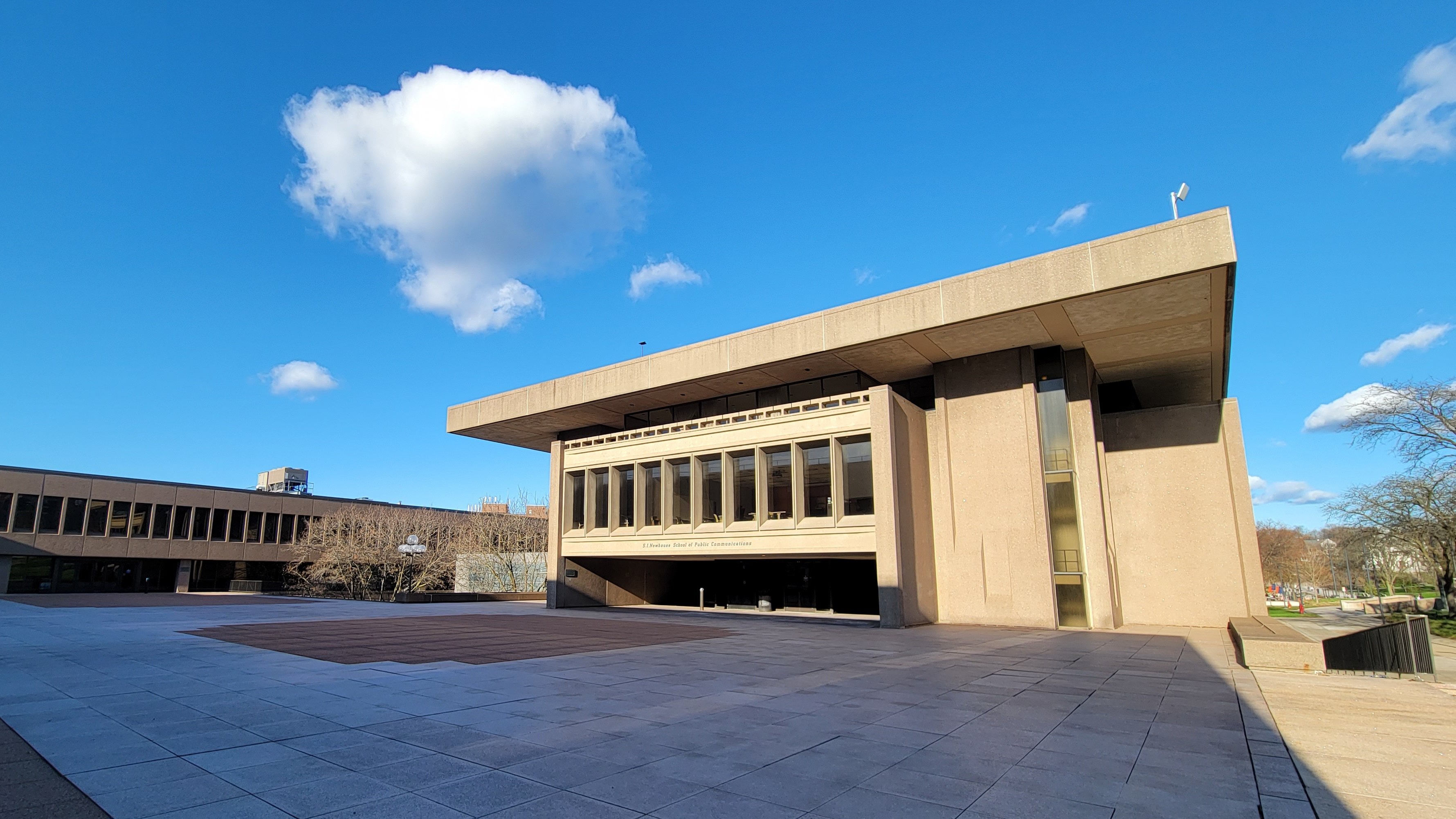
ニューハウス1号館

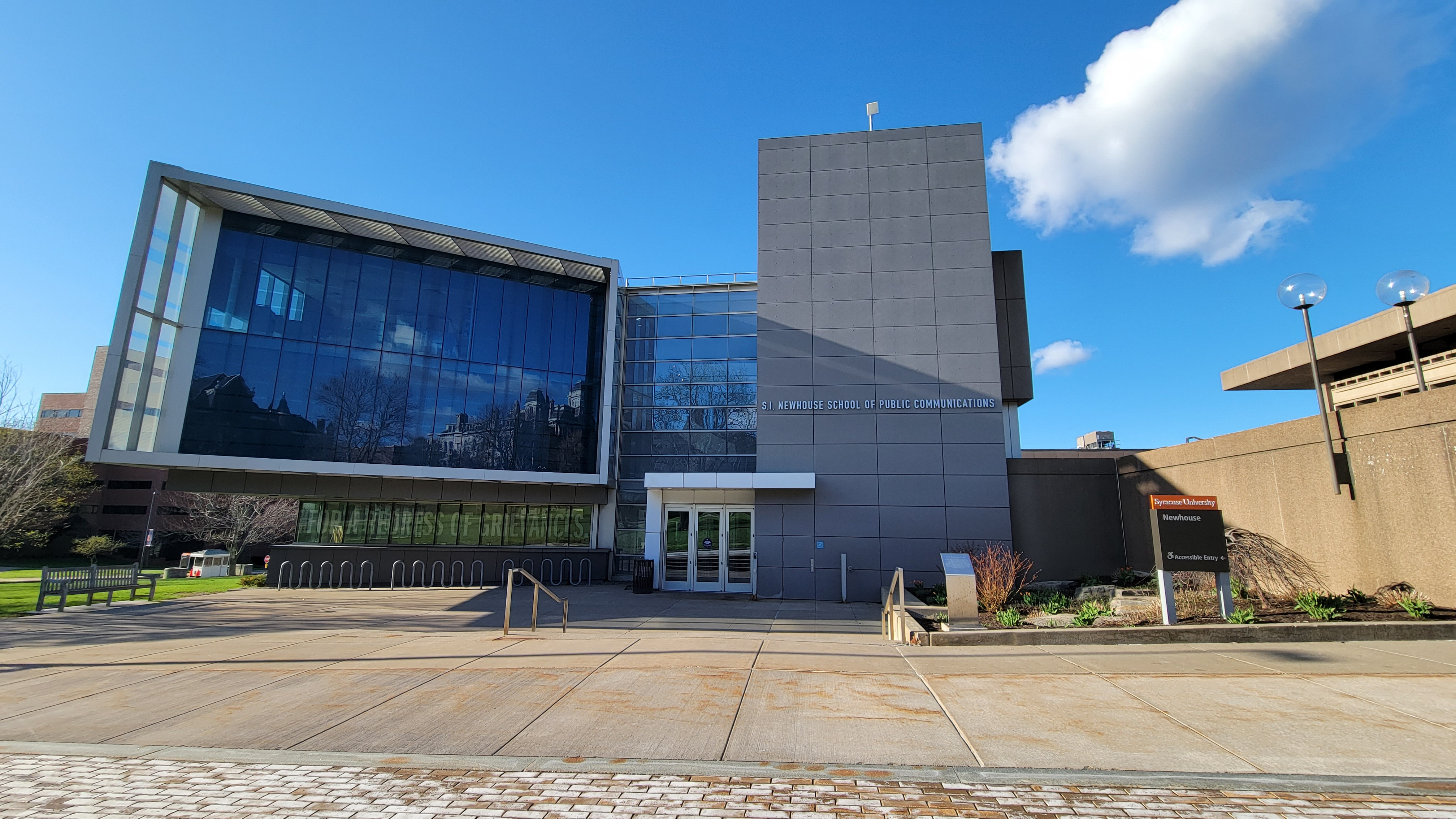
ニューハウス3号館

ジャーナリズム系のスクールでは全米屈指の有力校と言われ、「卒業生が即戦力として使える」と業界での評判が高い。OB/OGと学校のネットワークも強く保たれており、インターンや就職機会の提供は非常に充実していると言われる。（過去数大会、NBCのインターンシッププログラムで、数多くの生徒が夏季・冬季オリンピックで放送業務の現地サポートを行っている。）教授陣も各業界から現場のトップ経験者を招き入れ、学術研究を重ねてきた教授陣との融合が図られており、実践的なプログラムが展開されている。在校生徒数は、学部生が約2000人/大学院生が約200名。

## プログラム（学科）

### 学部生用のメジャー(8種類)
- 広告（Advertising）
- 放送ジャーナリズム（Broadcast Journalism）
- グラフィックアーツ（Graphic Arts）
- 雑誌ジャーナリズム（Magazine Journalism）
- 新聞ジャーナリズム（Newspaper Journalism）
- 写真（Photography）
- PR（Public Relations）
- テレビ、ラジオ、映画制作（Television, Radio, and Film）

### 大学院生用のプログラム(13種類)
- 広告（Advertising）
- アートジャーナリズム（Arts Journalism）
- 放送ジャーナリズム（Broadcast Journalism）
- ドキュメンタリー（Documentary Film and History）
- 雑誌、新聞、インターネットジャーナリズム（Magazine, Newspaper, and Online Journalism）
- メディアマネジメント（Media Management）
- メディア研究（Media Studies）
- ニューメディア（New Media）
- 写真（Photography）
- 政府機関広報（Public Diplomacy）
- PR（Public Relations）
- テレビ、ラジオ、映画制作（Television, Radio, and Film）
- コミュニケーションマネジメント（Communication Management）

## 歴史
前身のスクール・オブ・ジャーナリズム（School of Journalism）は1934年に設立され、主にプリントメディアに関連するプログラムが提供された。1964年、弁護士で新聞社のオーナーから後に巨大メディアグループのオーナーとなったサミュエル・アーヴィング・ニューハウス・シニア（Samuel Irving Newhouse, Sr. 1895-1979）の寄贈により現在の第1校舎（Newhouse Ⅰ）が落成され、スクール・オブ・ジャーナリズムの校舎として使用される。1971年にテレビ・ラジオ学科（Television and Radio Department）と合併し、現在のニューハウススクール（S.I. Newhouse School of Public Communications）が誕生。同年第2校舎（Newhouse Ⅱ）が竣工され、本格的なテレビスタジオや映像制作の編集室を備えて1974年にオープンした。2003年、ニューハウス基金とニューハウス一家からの1500万ドルの寄贈を受け、第3校舎（Newhouse Ⅲ）が着工。2007年9月19日に落成式を迎えた。

## 卒業生
ABC, CBS, NBC, ESPN, FOXその他テレビ＆ラジオ放送局、New York Timesその他新聞各紙、APその他通信社各社等、主要メディアへ記者、アンカー、ディレクターなど、多くの卒業生を輩出している。その他コミュニケーション業界においては、大手広告代理店、ＰＲエージェンシー、トップ企業のＰＲ部門、映画配給会社、映像プロダクションなどへOB/OGが進出しており、特にニューヨークを中心とした東海岸には強力なネットワークが張られている。

## 日本人留学生・卒業生
言葉を扱うプログラムが集まったスクールであるためか、留学生の比率自体が非常に低く（5〜10％程度）、日本人学生は広告（Advertising）の学部生が1人いるのみ（2007年9月現在）。2006-07年度は、もう1名の学部生が広告学科に在籍していたのと、PR（Public Relations）学科に大学院生が1名在籍。その他、2003-04年度に、PR学科に1名の大学院生。2002年広告学科卒の学部生が1名。他に、年度は不明であるが広告学科の卒業生が確認されている。
卒業生は、ニューヨークの最大手広告代理店、日本の外資系広告代理店、大手携帯電話会社の宣伝部、国際的スポーツイベントのPR部門などの一線で業務に従事している。
また著名人では、政治評論家の竹村健一氏が1954年に新聞学科を卒業している。

## Newhouse Ⅲ
総工費3160万ドルが投じられた第3校舎（ニューハウス・スリーと呼ばれる）が2007年9月19日に落成。74,000平方フィートの床面積に、350席規模の講演会場、100名の生徒が収容可能なシアタータイプの教室や、50名規模の教室が2つ備えられ、またキャリア・ディベロップメント・センター（CDC）、教授陣と共同のワーキングスペースや、カフェテリア（通称：food.com）などが一層充実した施設となった。

## その他
よく「New House（新しい家）」と勘違いされて表記される場合があるが、ニューハウスは人名であり、「New」と「House」の間を離して表記するのは間違っている。
正式名称は、「S.I. Newhouse School of Public Communications」であり、ジャーナリズム系のクラスを履修すると最初にこのスペルを徹底的に叩き込まれる。「S.I.」はスペースなしで、「S.I.」と「Newhouse」の間に半角スペースが入るのがポイントである。「Communications」の最後の「s」を忘れる生徒がたまにいる。
ニューハウスの生徒の事を親しみを込めて、教授もしくは生徒自ら、ニューハウス・キッズ（Newhouse Kids）と呼ぶことがある。
大学院のほとんどのプログラムが、7月に始まるが、この最初の6週間のセッションはブートキャンプ（Boot Camp）と呼ばれ、爆発的なワーク量の負荷がかけられる。あまりのきつさに、このセッションが終わる事を教授陣は「finish（修了する）」と表現せず、「Survive（生き残る）」と言う。